# Romain Schneider
Pour les articles homonymes, voir Schneider.
Romain Schneider, né le 15 avril 1962 à Wiltz (Luxembourg), est un homme politique luxembourgeois, membre du Parti ouvrier socialiste luxembourgeois (LSAP).

## Biographie

### Études et formations
Romain Schneider fait ses études au Lycée du Nord à Wiltz.

### Carrière professionnelle
Avant de devenir député en juillet 2004, Romain Schneider est fonctionnaire auprès de l’Administration de l’emploi (ADEM, dénommée entretemps Agence pour le développement de l’emploi) à partir de 1980 et préposé de l’Agence Wiltz de l’ADEM à partir de 1989.

### Carrière politique

#### Fonctions gouvernementales
À la suite des élections législatives du 7 juin 2009, Romain Schneider fait son entrée au gouvernement de coalition entre le Parti chrétien-social (CSV) et le Parti ouvrier socialiste luxembourgeois (LSAP) comme ministre de l’Agriculture, de la Viticulture et du Développement rural, ministre des Sports, ministre délégué à l’Économie solidaire en date du 23 juillet 2009.
À la suite des élections législatives du 20 octobre 2013, Romain Schneider est nommé ministre de la Sécurité sociale, ministre de la Coopération et de l’Action humanitaire, ministre des Sports en date du 4 décembre 2013 dans le gouvernement de coalition entre le Parti démocratique (DP), le LSAP et Les Verts (« déi gréng »).
Le 30 novembre 2021, il annonce sa volonté de démissionner de tous ses postes au sein du gouvernement en début janvier. Il sera remplacé par le Député-Maire de Diekirch Claude Haagen 

#### Autres fonctions politiques
Membre du LSAP depuis 1981, Romain Schneider en est le secrétaire général de 2004 à 2009.
Au niveau local, Romain Schneider est d’abord membre du conseil communal de Wiltz de 1994 à 1999, puis bourgmestre de 2000 à 2009, poste qu’il occupe jusqu’à sa nomination au gouvernement en juillet 2009.
Élu à la Chambre des députés sur la liste du LSAP dans la circonscription Nord en 2004, Romain Schneider s’occupe tout particulièrement des questions touchant à l’emploi, à l’environnement, à l’agriculture, à la santé et à la Sécurité sociale. Il est réélu député en 2009 et 2013.